# Roger Garcia i Junyent
Roger Garcia i Junyent, conegut com a Roger (Sabadell, 15 de desembre de 1976), és un exfutbolista català que jugava com a migcampista per la banda esquerra. És el petit d'una saga de futbolistes formada per Genís i Òscar.

## Trajectòria com a jugador
A l'edat de cinc anys va començar a jugar al CE Mercantil de Sabadell i poc després es va incorporar a les categoríes inferiors del Barça, l'any 1987 com a aleví. De la mà de Johan Cruyff, Roger va debutar amb el primer equip el 6 de maig de 1995 en un matx Deportivo - FC Barcelona. Roger, juntament amb el seu germà Óscar, va formar part d'un grup de jugadors que es va conèixer com «la Quinta del Mini». Aquella temporada va jugar cinc partits amb el primer equip. En la següent temporada, Roger ja tenia dorsal del primer equip.
Al club culer, s'hi va estar fins al 1999 i va obtenir dues Lligues, una Recopa d'Europa, dues Copes del Rei i una Supercopa d'Espanya. El 1999, a causa de les diferències amb l'entrenador Louis Van Gaal, Roger va abandonar el Barça, i anar a l'Espanyol.
Hi va jugar quatre temporades i va obtenir la tercera Copa del Rey del seu palmarès. El 2001 va romandre dos mesos fora per una operació de l'osteopatia del pubis. Quan es va acabar el seu contracte amb l'Espanyol, Roger es va incorporar a la disciplina del Vila-real CF. Malgrat quallar una excel·lent primera temporada, diverses lesions de gravetat el van deixar apartat durant la temporada 2004-2005.
El 2006, Roger Garcia fitxa per l'Ajax d'Amsterdam, on coincidirà amb un antic company al Barça, Gabri. Les lesions van tornar a minvar el seu rendiment i encara que va guanyar una Copa neerlandesa, va entrar poc en els plans de l'entrenador Henk ten Cate. Un any després, va deixar el club. Roger Garcia ha estat l'últim jugador de la història de l'Ajax que ha lluït el dorsal 14, just abans que el club neerlandès retirés aquest número en homenatge al mític Johan Cruyff.
Un altre detall és que Roger és l'únic jugador professional del que es tingui constància, que va marcar tres gols des de més enllà de la línia del mig del camp:
- 20 d'octubre del 2002, Primera Divisió: RCD Espanyol-Recreativo, gol des de 53 metres.
- 27 d'abril del 2003, Primera Divisió: RCD Espanyol-Rayo Vallecano, gol des de 51 metres.
- 3 de març del 2004, Copa de la UEFA: Vila-real CF-Galatasaray, gol des de 50 metres.

El 7 de juliol del 2007 i a causa de les lesions que havia sofert en l'última etapa a l'Ajax, Roger García va anunciar que es retirava del món del futbol.

## Trajectòria com a entrenador
La temporada 2009-10 s'incorpora a l'èquip tècnic del Sabadell, comandat per David Almazán «Pirri». La temporada 2010-11 hi continua com a segon entrenador de Lluís Carreras.
La temporada 2016-17 passa a ser el primer entrenador del Juvenil A del CF Damm. Càrrec que compagina amb la Direcció Esportiva de la mateixa entitat. En aquesta nova etapa Albert Puigdollers l'acompanya com a segon entrenador i Gerard Roca com a coordinador de juvenils.
El 5 de novembre del 2019, Òscar Garcia i Junyent és presentat com a 1r entrenador del RC Celta de Vigo. A la banqueta l'acompanya Roger Garcia com a 2n entrenador. Roger passa a ser el 2n entrenador de la plantilla del Celta. Com son germà Òscar, el 2020 va prorogar el contracte fins al 30 de juny de 2022.